# Закон України «Про наукову і науково-технічну діяльність» (1991)
Закон України «Про наукову і науково-технічну діяльність» — регулює відносини, пов'язані з науковою і науково-технічною діяльністю.
Ухвалений 13 грудня 1991 року, реєстраційний N 1977-XII. Містить шість розділів і 44 статті.
26 листопада 2015 року Верховна Рада України затвердила новий Закон України «Про наукову і науково-технічну діяльність».